# ناوچه کلاس مینرو
ناوچه کلاس مینرو (به انگلیسی: Minerva-class frigate) یک کلاس از کشتی است که طول آن ۱۴۱ فوت (۴۳ متر) می‌باشد.